# Roavvoaivi (kulle i Finland, Lappland, Tunturi-Lappi)
Roavvoaivi är en kulle i Finland, på gränsen till Norge.   Den ligger i den ekonomiska regionen  Fjäll-Lappland  och landskapet Lappland, i den norra delen av landet, 1 000 km norr om huvudstaden Helsingfors. Toppen på Roavvoaivi är 542 meter över havet.
Terrängen runt Roavvoaivi är huvudsakligen platt.  Trakten runt Roavvoaivi är nära nog obefolkad, med mindre än två invånare per kvadratkilometer. Det finns inga samhällen i närheten. Omgivningarna runt Roavvoaivi är i huvudsak ett öppet busklandskap.